# Hørsholm Sogn
Hørsholm Sogn er et sogn i Fredensborg Provsti (Helsingør Stift).

## Historie
Hørsholm Sogn blev udskilt af Birkerød Sogn i 1784, og i 1853 blev en del af Søllerød Sogn indlemmet i Hørsholm Sogn. Fra 1862 hørte Hørsholm Sogn til Lynge-Kronborg Herred i Frederiksborg Amt.
Dele af Usserød, Birkerød og Blovstrød sogne blev indlemmet i 1938. Dele af Birkerød og Karlebo sogne blev indlemmet i 1964, og en del af Hørsholm Sogn blev udskilt til Vedbæk Sogn i 1941.
Hørsholm sognekommune var ved kommunalreformen i 1970 stor nok til selv at danne Hørsholm Kommune, men fik også mindre dele af Blovstrød Sogn og Birkerød Sogn. Ved strukturreformen i 2007 forblev Hørsholm Kommune selvstændig.

## Kirker
I Hørsholm Sogn ligger Hørsholm Kirke. Rungsted Kirke blev i 1907 indviet som filialkirke til Hørsholm Kirke. Rungsted Sogn blev udskilt fra Hørsholm Sogn i 1971. Kokkedal Kirke blev indviet i 1982, og Kokkedal Sogn blev udskilt fra Hørsholm Sogn i 1989.
I sognet findes følgende autoriserede stednavne:
- Folehave (areal, skov)
- Helleholm (bebyggelse)
- Hørsholm (bebyggelse, ejerlav)
- Pennehave (bebyggelse)
- Usserød (bebyggelse, ejerlav)